# T-30 (ソ連・戦車)
T-30多砲塔戦車はソビエト連邦の試作戦車である。

## 概要
試作を除いても、多くの多砲塔戦車を作りだしたソビエト連邦で最初に開発が始まった多砲塔戦車である。
イギリスから購入した重戦車、マーク V 戦車を元に、重戦車として開発される予定であった。
当初の軍の要求は、
- 76mm砲×2、37mm砲×1、機銃×6の攻撃能力
- 30～50mmの装甲
- 20～25km/hの速度
- 60t程度の重量

というものであった。
当時ソ連首脳部は多砲塔戦車の特性をあまり理解しておらず、また重戦車＝多砲塔戦車、という他の国でも一般的であった考え方を持っていた。
開発陣に与えられた条件は、明らかに無理のある要求ではあったものの、比較的設計者に構図を自由に考えさせる余裕があった。
結果、ペーパープランではあるものの、武装は大分予定より削られたが、他は要求以上の値を出すことが出来、1932年には木製の試作車が完成した。
これは、エンジンに航空機のものを6つ用いる事で強力な推進力を生み出し、重装甲でありながら20km/h以上の速度を生み出すことが出来るという試算があった。
しかし本格的な設計となると技術的な問題がまだ解決していないこと、また量産性に欠けるという課題があった。
そして当時計画が始まっていたT-35とT-42の開発にソ連首脳部の関心が向かうに伴い、T-30の生産計画は凍結された。

## 参考
- М. Коломиец Средние бронеавтомобили Красной армии — М.: ООО «Стратегия КМ», 2005. — 80 с. — (Фронтовая иллюстрация). — 3000 экз. — ISBN 5-901266-01-3